# Pega (Heilige)
Pega (auch Pegia, Pegue, Pee, Pege, Peggy, Pega von Croyland; * um 673 in Mercien; † um 719 in Rom) war eine christliche Einsiedlerin. Sie war die Schwester von Guthlac. In der römisch-katholischen Kirche wird sie als Heilige verehrt. Ihr Gedenktag ist der 8. Januar.
Sie war eine Tochter von Penwalh (Penwald) und Tette von Mercia und gehörte somit einer der großen Adelsfamilien Mercias an. Ihre Einsiedelei befand sich in Peakirk. Der Ortsname Peakirk leitet sich von „Pega’s Church“ ab und liegt in der Nähe von Peterborough, nicht weit entfernt von der Einsiedelei ihres Bruders Guthlac, der sich ab ca. 699 in die Einsamkeit von Crowland zurückgezogen hatte. Er lebte in einem leeren Grabhügel.
Die ältere Ortsbezeichnung von Crowland ist Croyland (= sumpfiges Land); die heutige Bezeichnung kam erst nach der Klosteraufhebung von Croyland Abbey auf. Ursprünglich war der Ort im Marschland „the Fens“ durch Fließgewässer in drei Teile geteilt und das Kloster lag auf einer Insel. Die Abtei wurde ab 716 von Æthelbald, König von Mercia, zu Ehren von Guthlac erbaut. Nach seinem Tod hatte Guthlac Æthelbald in einem Traum vorhergesagt, dass er König werden würde.
Die Pfarrkirche St. Pega der Church of England in Peakirk untersteht dem Patrozinium der heiligen Pega. Nach einer lokalen Legende wurde ihr Herz in die Kirche gebracht und hier als Reliquie in einem Stein verwahrt. Der Stein ist heute zerbrochen. 
Unweit von der Kirche St. Pega befindet sich eine Kapelle, die St Pega’s Hermitage. Sie soll an der Stelle errichtet worden sein, an der sich angeblich ihre Einsiedelei befunden haben soll. Der Chor ist von ca. 1300 und die Kapelle wurde mehrmals umgebaut. Im Jahr 2001 wurde die Kapelle profaniert und befindet sich nun in Privatbesitz. Sie steht unter Denkmalschutz.
Bei Ausgrabungen auf der Suche nach einer frühmittelalterlichen Einsiedelei in der Nähe von Crowland stieß man auf ein monumentales Henge, welches während der Jungsteinzeit oder der frühen Bronzezeit errichtet worden war. Das Innere des Henge wurde um das 7. Jahrhundert nach Christus wieder besetzt und von den Äbten von Crowland durch den Bau eines Saal- und Kapellenkomplexes im späten 12. Jahrhundert umgestaltet. Die Kapelle war im späten Mittelalter Pega gewidmet. Schlüssige Beweise für eine frühe Einsiedelei konnten nicht gefunden werden, die Ausgrabungen bieten aber einen Einblick in die Besiedelung und Entwicklung der Gegend.
Nachdem ihr Bruder 714 gestorben war und sie ihn beerdigt hatte, unternahm sie eine Pilgerreise nach Rom, wo sie starb. Ihre Reliquien wurden dort in einer heute unbekannten Kirche aufbewahrt.
Die Geschichte von Guthlac wird bildlich in der Guthlac Roll erzählt, einer Sammlung detaillierter Illustrationen aus dem frühen 13. Jahrhundert, die in der British Library aufbewahrt wird.

Bilder aus der Guthlac Roll
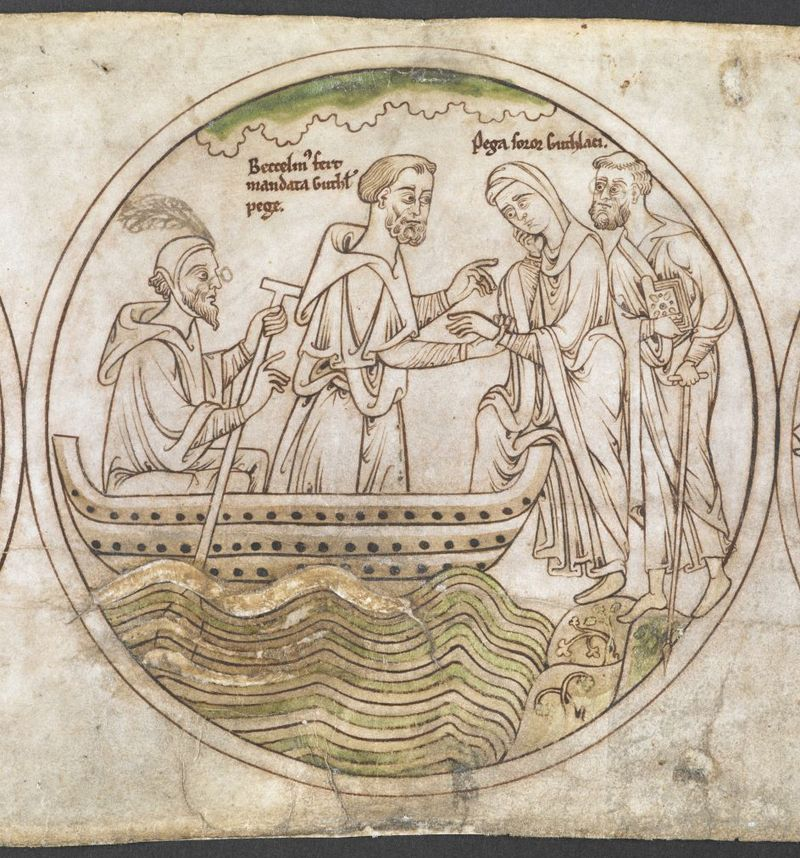
Becel erzählt Pega vom Tod ihres Bruders Guthlac
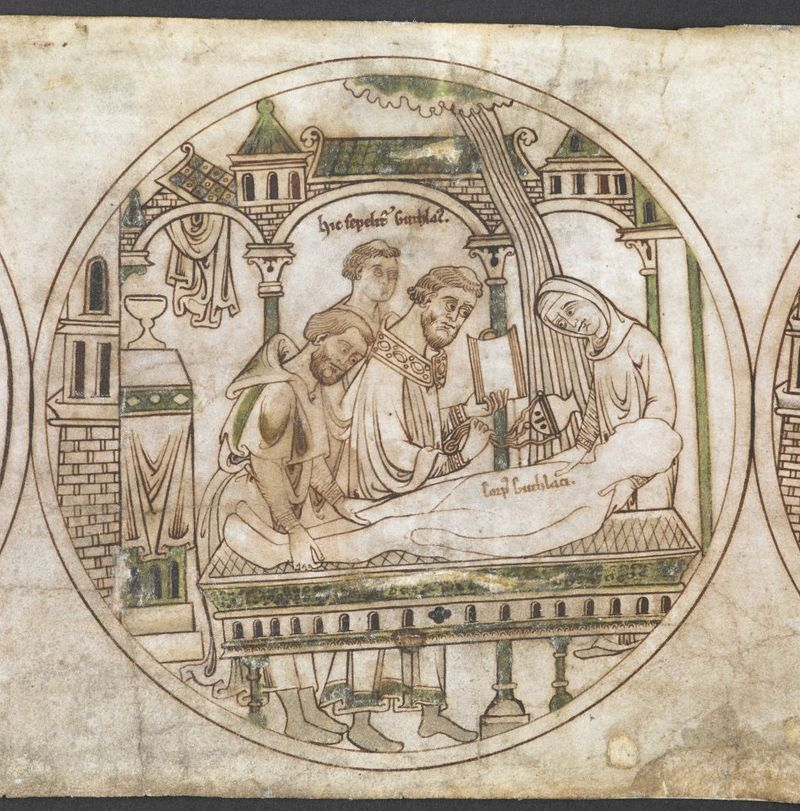
Becel und Pega bereiten den Leichnam Guthlacs für sein Begräbnis